# Neuquén
För andra betydelser, se Neuquén (olika betydelser).
Neuquén är huvudstad i provinsen Neuquén i Argentina. Den ligger i östra delen av provinsen, vid Limayflodens och Neuquénflodens sammanflöde. Staden har mer än 265 000 invånare, vilket gör den till Patagoniens största.
Neuquén är ett viktigt jordbruks- och petrokemiskt industricentrum. Staden är omgiven av fertil mark som bevattnas av Limay- och Neuquénfloderna, i ett område som i övrigt är torrt. Petrokemiskt är staden viktig eftersom oljan som tas upp i olika delar av provinsen fraktas dit. Ekonomiskt och geografiskt tillhör staden Alto Valle-regionen som producerar äpple, päron och andra frukter.
Huvudvägen Ruta Nacional 22 delar staden i två delar. Flygplatsen Presidente Perón ligger åtta kilometer ifrån staden och har dagliga flygningar till Buenos Aires, San Carlos de Bariloche, Comodoro Rivadavia, Río Gallegos, Río Grande, Ushuaia och San Martín de los Andes.